# The Afghan Whigs
The Afghan Whigs est un groupe américain de rock alternatif, originaire de Cincinnati, dans l'Ohio. Le groupe obtient un petit succès d'estime dans les années 1990, notamment grâce à la médiatisation du label Sub Pop. Malgré tout, la formation reste assez méconnue et son succès ne dépasse guère les frontières américaines.
Formé à l'origine par Greg Dulli (chant, guitare rythmique), Rick McCollum (guitare solo), John Curley (basse) et Steve Earle (batterie), ils sortent leur premier album Big Top Halloween sur leur propre label Ultrasuede en 1988. Le groupe signe ensuite chez Sub Pop en 1989. De cette collaboration résulteront les albums Up In It en 1990 et Congregation en 1992, celui-ci marquant le virage soul caractéristique du son du groupe. Suivront ensuite Gentlemen en 1993 et Black Love en 1996, tous les deux sur Elektra Records. En 1999, ils contribuent à l'album Burning London, The Clash Tribute, album-hommage de reprises de The Clash, en reprenant le titre Lost In The Supermarket.
The Afghan Whigs publient leur dernier album, 1965, chez Columbia Records en 1998. Ils se séparent ensuite en 2001. Depuis 2003, Greg Dulli forme un duo avec Mark Lanegan (Screaming Trees, Queens of the Stone Age) : The Gutter Twins. Ils sortent un album et effectuent quelques tournées.

## Biographie

### Débuts (1986-1988)
Greg Dulli (chant, guitare rythmique), Rick McCollum (guitare solo), John Curley (basse), et Steve Earle (batterie) forment le groupe à Cincinnati à la fin 1986. The Afghan Whigs se développent depuis l'ancien groupe de Dulli, The Black Republicans, auquel se joindra plus tard Curley. Curley présentera Dulli à McCollum, un partenaire de jam réputé dans la scène de Cincinnati pour son usage innovateur de la pédale à effets. McCollum et Dulli s'associent grâce à leur passion commune pour le RnB, et répètent la première chanson des Afghan Whigs, une reprise de la chanson Psychedelic Shack des Temptations. Dulli décrira par la suite The Afghan Whigs comme « un croisement de the Band, les Temptations, et Neil Young jouant avec Crazy Horse. »
Après la séparation des Black Republicans, Dulli emménage en Arizona, où il compose des chansons qui feront partie du premier album des Afghan Whigs, Big Top Halloween (1988), auto-publié par leur propre label Ultrasuede. Seuls un millier d'exemplaires seront pressés à l'origine, l'un d'entre eux ayant attiré l'attention de Jonathan Poneman, cofondateur du label indépendant Sub Pop, qui signera Afghan Whigs en 1989. Initialement, Sub Pop souhaitait ne publier qu'un single des Whigs, mais finira par publier la totalité de l'album.

### Succès (1989–1995)
Après leur signature chez Sub Pop, The Afghan Whigs deviennent le second groupe issu en dehors du nord-est des États-Unis, à enregistrer chez Sub Pop,. En 1990, Sub Pop publie le deuxième album des Afghan Whigs, Up in It : enregistré par le producteur de Nirvana, Jack Endino, et comprenant le single à succès Retarded, Up in It est bien accueilli par la presse spécialisée.
En soutien à l'album, les Afghan Whigs tournent avec Mudhoney et Bullet LaVolta, . Up in It est suivi du single en édition limitée publié par No.6 Records, Ornament, qui fait participer Marcy Mays au chant.
Avec l'album Congregation (1992) et EP de reprises, Uptown Avondale, le groupe se fait connaitre à l'international pour son style musical mêlant soul, psychédélique et punk. La presse note surtout un mélange d'influences Stax et Motown. Uptown Avondale comprend des reprises de groupes de soul comme The Supremes.
Des clips de chansons issues de Congregation comme Conjure Me et Turn on the Water seront diffusés sur les ondes de MTV, qui mettra souvent en avant les Afghan Whigs. Les Afghan Whigs tourneront aussi beaucoup pendant cette période, notamment avec les rockeurs écossais Teenage Fanclub.
Popularisé grâce au buzz médiatique concernant Congregation, The Afghan Whigs signent avec la major Elektra Records,. Pour leur début chez une major, The Afghan Whigs entrent aux Ardent Studios de Memphis, où Big Star, Bob Dylan, Led Zeppelin, et ZZ Top étaient passés. Ces sessions résultent en l'album Gentlemen (1993). Gentlemen est bien accueilli par la presse spécialisée comme Rolling Stone,,,. Gentlemen se classe 17e de la liste des Pazz and Jop établie par Village Voice en 1993.
Gentlemen est l'album des Afghan Whigs le mieux vendu. Les singles Debonair et Gentlemen sont joués sur MTV et les radios universitaires ; le single Fountain and Fairfax est incluse dans la série Angela, 15 ans en 1994.

### PériodeBlack Love(1996–2000)
Après la tournée Gentlemen, The Afghan Whigs attirent l'intérêt public. En 1996, Dulli devient producteur exécutif de la bande-son du film Beautiful Girls de Ted Demme. The Afghan Whigs participent au film, et contribuent à deux chansons : Be For Real Can't Get Enough of Your Love, Babe de Barry White. Dulli est aussi le seul musicien, autre que Dave Grohl, au premier album de Foo Fighters. Black Love explore un côté plus sombre et complexe de Dulli qui se termine par le meurtre et la paranoïa. Dulli lui-même note que ces événements reflètent la structure d'un film dans la veine de James Ellroy et de films néo-noirs comme Blood Simple ; il s'inspire aussi de pulp fiction, de Hollywood Babylon de Kenneth Anger et les photos de crime de Weegee. Les paroles s'inspirent aussi de la vie troublée du chanteur des Temptation, David Ruffin pour la chanson Blame, Etc..
Black Love atteint la 79e place du Billboard 200. L'album est aussi bien accueilli pour avoir capturé la puissance similaire à celle d'un concert en studio, et pour un rock alternatif plus conventionnel de l'époque,. The Whigs jouent en soutien à Black Love pendant la tournée de Neil Young,. The Afghan Whigs publient leur dernier album 1965 chez Columbia Records en 1998.

### Séparation (2001)
En 2001, The Afghan Whigs se sépare après l'avoir annoncé à la presse, à cause de disparités géographiques et d'obligations familiales qui rendaient impossibles l'enregistrement de nouvelles chansons.

### Retour (depuis 2011)

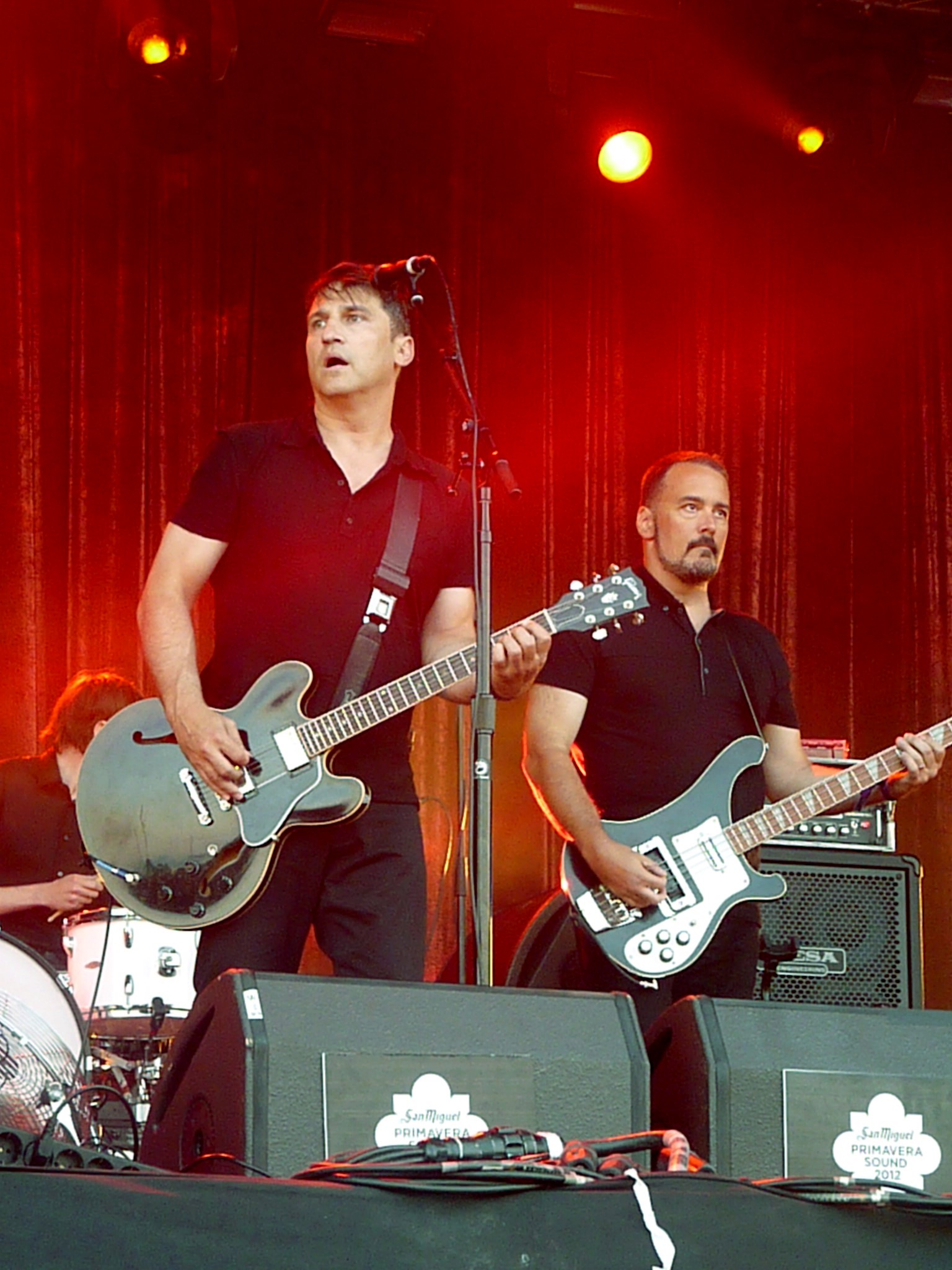
Greg Dulli (deuxième sur la gauche) et John Curley (à droite), en 2012.

En 2006, The Afghan Whigs se réunissent temporairement. La formation enregistre deux chansons (I'm A Soldier et Magazine) qui sont incluses dans la compilation Unbreakable: A Retrospective 1990–2006, publiée le 5 juin 2007 chez Rhino Records.
Le groupe ne jouera plus jusqu'au 7 décembre 2011.
Leur huitième album, In Spades, sort le 5 mai 2017. Le guitariste Dave Rosser, membre depuis 2014, décède le 28 juin 2017 après un long combat contre un cancer du colon.

## Discographie

### Albums studio
- 1988 : Big Top Halloween (Ultrasuede)

1. Here Comes Jesus
2. In My Town
3. Priscilla's Wedding Day
4. Push
5. Scream
6. But Listen
7. Big Top Halloween
8. Life In A Day
9. Sammy
10. Doughball
11. Back O' The Line
12. Greek Is Extra

- 1990 : Up in It (Sub Pop)

1. Retarded
2. White Trash Party
3. Hated
4. Southpaw
5. Amphetamines and Coffee
6. Hey Cuz
7. You My Flower
8. Son Of The South
9. I Know Your Little Secret
10. Big Top Halloween
11. Sammy
12. In My Town
13. I Am The Sticks

- 1992 : Congregation (Sub Pop)

1. Her Against Me
2. I'm Her Slave
3. Turn On The Water
4. Conjure Me
5. Kiss The Floor
6. Congregation
7. This Is My Confession
8. Dedicate It
9. The Temple
10. Let Me Lie To You
11. Tonight
12. Miles Iz Ded (Piste cachée)

- 1993 : Gentlemen (Elektra Records)

1. If I Were Going
2. Gentlemen
3. Be Sweet
4. Debonair
5. When We Two Parted
6. Fountain And Fairfax
7. What Jail Is Like
8. My Curse
9. Now You Know
10. I Keep Coming Back
11. Brother Woodrow/Closing Prayer

Edition Limitée
1. Rot
2. Fountain And Fairfax
3. I Keep Coming Back
4. Tonight

- 1996 : Black Love (Elektra Records)

1. Crime Scene (Part One)
2. My Enemy
3. Double Day
4. Blame, Etc.
5. Step Into The Light
6. Going To Town
7. Honky's Ladder
8. Night By Candlelight
9. Bulletproof
10. Summer's Kiss
11. Faded

- 1998 : 1965 (Columbia Records)

1. Somethin' Hot
2. Crazy
3. Uptown Again
4. Sweet Son of a Bitch
5. 66
6. Citi Soleil
7. John The Baptist
8. The Slide Song
9. Neglekted
10. Omerta
11. The Vampire Lanois

- 2014 : Do to the Beast (Sub Pop)

1. Parked Outside
2. Matamoros
3. It Kills
4. Algiers
5. Lost In The Woods
6. The Lottery
7. Can Rova
8. Royal Cream
9. I Am Fire
10. These Sticks

- 2017 : In Spades (Sub Pop)

1. Birdland
2. Arabian Heights
3. Demon in Profile
4. Toy Automatic
5. Oriole
6. Copernicus
7. The Spell
8. Light as a Feather
9. I Got Lost
10. Into the Floor

- 2022 : How Do You Burn? (Royal Cream / BMG)

1. I’ll Make You See God
2. The Getaway
3. Catch a Colt
4. Jyja
5. Please, Baby, Please
6. A Line of Shots
7. Domino and Jimmy
8. Take Me There
9. Concealer
10. In Flames

### Compilations
- 2007 : Unbreakable (A Retrospective 1990-2006) (Rhino Records)

1. Retarded
2. Crazy
3. Turn on the Water
4. Debonair
5. I'm a Soldier
6. 66
7. Be Sweet
8. Come See About Me
9. Uptown Again
10. What Jail is Like
11. Magazine
12. I'm Her Slave
13. Going to Town
14. Gentleman
15. Let Me Lie to You
16. John The Baptist
17. Crime Scene (Part One)
18. Faded